# La vera storia di Jack lo squartatore (miniserie televisiva)
La vera storia di Jack lo squartatore (Jack the Ripper) è una miniserie televisiva in due puntate del 1988. Diretta dal regista David Wickes e interpretata da Michael Caine, Armand Assante e Jane Seymour, racconta la sanguinosa vicenda dell'assassino Jack lo squartatore, che terrorizzò la Londra vittoriana con i suoi macabri omicidi.
Trasmessa nel Regno Unito sulla rete ITV l'11 e il 18 ottobre 1988 per coincidere con il 100º anniversario dei delitti di Whitechapel, e negli Stati Uniti il 21 e 23 ottobre dello stesso anno sulla CBS, in Italia è andata in onda in prima serata su Canale 5 il 22 e 23 ottobre 1989.

## Trama
Frederick Abberline, ispettore capo della polizia di Scotland Yard, si mette con ostinazione sulle tracce dell'assassino che terrorizza la Londra del 1888 uccidendo prostitute nel malfamato quartiere di Whitechapel, scoprendo un terribile intrigo di palazzo atto a mantenere intatto il futuro della monarchia britannica. Per evitare uno scandalo politico e sociale, metterà tutto a tacere.

## Produzione
Basata sulle ricerche storiche svolte dal regista, la miniserie ricostruisce con efficacia l'atmosfera dell'East End londinese di fine secolo.

## Curiosità
- Pur avendo lo stesso titolo italiano e un soggetto simile, il film del 2001 di Albert e Allen Hughes La vera storia di Jack lo squartatore non è un remake.
- Della miniserie esiste una versione per le sale cinematografiche ridotta a 120 minuti e intitolata Jack lo squartatore.